# キファヤト・ガシモワ
キファヤト・ガシモワ（ラテン語: Kifayat Gasimova、1983年2月1日 - ）は、アゼルバイジャンのカルバジャル出身の女子柔道家。身長166cm
。

## 来歴
2008年の北京オリンピックでは2回戦で佐藤愛子に一本負けした。
2009年の世界選手権では銅メダルを獲得した。2012年7月のロンドンオリンピックでは3回戦で松本薫に敗れた。

## 主な戦績
- 1999年 - ヨーロッパユースオリンピックフェスティバル　3位(52kg級)
- 1999年 - ヨーロッパジュニア　優勝(52kg級)
- 2000年 - 世界ジュニア　3位
- 2001年 - ロシア国際　2位
- 2002年 - ヨーロッパジュニア　3位
- 2004年 - U23ヨーロッパ柔道選手権　優勝
- 2005年 - ロシア国際　3位
- 2005年 - U23ヨーロッパ柔道選手権　3位
- 2006年 - ロシア国際　3位
- 2007年 - ヨーロッパ選手権　3位
- 2008年 - ブルガリア国際　優勝
- 2008年 - ドイツ国際　3位
- 2008年 - ヨーロッパ選手権　3位
- 2009年 - 世界選手権　3位
- 2010年 - グランドスラム・東京　3位
- 2011年 - ワールドマスターズ　5位
- 2011年 - グランプリ・バクー　優勝
- 2011年 - グランドスラム・東京　5位
- 2012年 - グランプリ・バクー　優勝
- 2013年 - グランドスラム・バクー　3位
- 2014年 - グランプリ・トビリシ　3位
- 2014年 - グランドスラム・バクー　3位
- 2017年 - イスラム諸国連帯競技大会　2位

(出典、JudoInside.com)。